# Jean Rogister
Jean François Toussaint Rogister (Luik, 25 oktober 1879 – aldaar, 20 maart 1964) was een Belgisch altviolist en componist.

## Leven
Hij was zoon van monteur Jean Hubert Rogister en Marie Louise Lhoneur. Zijn broers Fernand Rogister (kapelmeester, trombonist), Chretien Rogister (violist, pseudoniem Caludi) en Hubert Rogister (cellist) haalden hun inkomsten ook uit de muziek.
Jean kreeg zijn muzieklessen aan het Luiks conservatorium. Zijn docenten waren Jean-Théodore Radoux, Désiré Heynberg, Oscar Englebert en Sylvain Dupuis. Er volgden nog enkele jaren en compositorische opleiding van Vincent d'Indy in Parijs. Hij werd in eerste instantie altviolist van het casino-orkest te Spa. Hij werd meer bekend als pedagoog; hij gaf vanaf 1900 tot 1945 les aan het Luiks conservatorium en vanaf 1945 tot 1948 aan het dat van Brussel. In die periode was hij actief binnen de kamermuziek. Eerst had hij zitting in het strijkkwartet rondom Léopold Charlier, maar hij had vanaf 1924 zijn eigen strijkkwartet (Quator de Liège|Luiksche Strijkkwartet) met Henri Koch, Gaston Raedemaecker (viool) en Lydie Rogister-Schor (zijn uit Odessa afkomstige vrouw op cello, ook student en leraar aan het Luiks conservatorium). In de jaren voor de Tweede Wereldoorlog was hij leider van de "Association pour l’étude de la musique de chambre"; een ensemble gespecialiseerd in 17e- en 18e-eeuwse kamermuziek op oorspronkelijke muziekinstrumenten. Hij was veelvuldig op concertreis binnen Europa en de Verenigde Staten, alwaar hij ook even deel uitmaakte van de altvioolsectie van het Philadelphia Orchestra van Leopold Stokowski (seizoen 1923-1924).
Hij heeft ook een behoorlijk oeuvre opgebouwd als componist. Zijn eerste werken vertonen gelijkenis met die van César Franck, maar op later leeftijd kwamen meer impressionistische stijlkenmerken naar voren. Alle werken delen een lyrische stijl.
Het pianokwartet Henri Koch (viool), Charles Van Lancker (piano), Jean en Lidy Rogister legden het pianokwartet van Guillaume Lekeu vast voor Polydor.

## Werklijst
Werken voor orkest (met solist)
- 1910: Concertante fantasie voor altviool en orkest
- 1914: Concerto voor altviool
- 1919: Noodlot
- 1919: Concerto voor trombone
- 1920: De verloofde van het kaboutermannetje
- 1920: Gedicht voor viool en orkest
- 1921: Aprilnacht
- 1923: landschap
- 1927: Symfonie nr. 1
- 1928: Burleske fantasie
- 1932; Waalse symfonie (symfonie nr. 2)
- 1932: De maan en de populieren
- 1935: Mei-indrukken voor viool en orkest
- 1943: Symfonie nr. 3 voor strijkkwartet en orkest
- 1945: Vioolconcert
- 1952: Symfonische spelen
- 1955: Hulde aan César Franck
- 1960: Adagio voor twee strijkensembles

Kamermuziek:
- acht strijkkwartetten
- 1929: Intieme symfonie voor strijkkwartet, contrabas, fluit, klarinet en fagot
- 1934: Kwintet voor oude instrumenten
- 1935: Dramatische schets voor strijkkwartet
- 1947: Blaaskwintet
- 1949: Suite voor kamerorkest en fluit

Vocaal:
- 1924: The bells, voor sopraan, strijkkwartet, fluit, hobo, harp en piano
- 1930: Lorsque minuit sonna (lyrisch drama)
- 1944: Requiem voor soloisten, koor, orgel en orkest.